# Говорухін Іван Ілліч
Говорухін Іван Ілліч (нар. 29 серпня 1919 — 27 березня 1944) — Герой Радянського Союзу, радіст 384-го окремого батальйону морської піхоти Одеської військово-морської бази Чорноморського флоту, матрос.

## Біографія
Народився 29 серпня 1919 року у селі Катеніно Варненського району Челябінської області у родині селянина. Отримав початкову освіту. Працював трактористом у колгоспі.
У травні 1940 року був призваний до лав Червоної Армії, служив телефоністом у стрілецьких частинах Чорноморського флоту СРСР.
У квітні 1943-го був переведений до 384-го окремого батальйону морської піхоти Чорноморського флоту, а восени того ж року брав участь у десантних операціях по визволенню Таганрога, Маріуполя та Осипенко, за що був нагороджений медалями «За бойові заслуги» та «За відвагу».
Брав участь у боях на Кінбурнскій косі, визволенні селищ Миколаївської області Олександрівка, Богоявленське та Широка Балка.

## Подвиг
У другій половині березня 1944-го увійшов до складу десантного загону під командуванням старшого лейтенанта Костянтина Ольшанського. Завданням десанту було полегшення фронтального удару радянських військ в ході визволення Миколаєва, яке було частиною Одеської операції.
У ніч з 25 на 26 березня 1944 року десант на рибальських човнах перетнув Бузький лиман і висадився в районі Миколаївського морського порту. Протягом двох діб десантники відбили 18 атак супротивника, знищивши за цей час близько 700 ворожих солдатів і офіцерів, кілька танків і гармат супротивника. Коли 28 березня до Миколаєва увійшли радянські війська, з 68-ми десантників у живих залишилося 12, троє з яких померли від ран і отруєння газами того ж дня, ще один — 10 квітня. Інші героїчно загинули в бою, серед них і матрос Іван Говорухін.
Похований у братській могилі в місті Миколаєві у сквері 68-ми Десантників.

## Вшанування пам'яті
Указом Президії Верховної Ради СРСР від 20 квітня 1945 року за зразкове виконання бойових завдань командування на фронті боротьби з німецькими загарбниками і проявлені при цьому відвагу і героїзм матросу Говорухіну Івану Іллічу було присвоєно звання Героя Радянського Союзу (посмертно).
Нагороджений орденом Леніна, медаллю «Золота Зірка», медаллю «За бойові заслуги», медаллю «За відвагу».